# Przegląd Tatarski
Przegląd Tatarski – czasopismo etnicznej mniejszości tatarskiej, prezentujące relacje z bieżących wydarzeń, materiały wspomnieniowe, a także materiały historyczno-naukowe. Czasopismo publikują badacze z ośrodków uniwersyteckich oraz członkowie społeczności tatarskiej.

## Historia
Inicjatorem powstania kwartalnika jest Mufti RP Tomasz Miśkiewicz. Stanowisko redaktora naczelnego pełni Musa Çaxarxan Czachorowski. Pismo wydawane jest nieprzerwanie od 2009 roku dzięki dotacji Ministra Spraw Wewnętrznych i Administracji (dawniej Ministra Administracji i Cyfryzacji).

## Tematyka
Stałe działy periodyku to:
- codzienne życie społeczności;
- relacje z aktualnych wydarzeń, spotkań, konferencji naukowych, projektów poświęconych tematyce tatarskiej lub tych z udziałem społeczności;
- wspomnienia, prezentacje rodów, opisy dawnego życia i obyczajów;
- charakterystyka życia społeczności tatarskich w krajach Europy Wschodniej; popularyzacja dorobku zasłużonych działaczy tatarskich;
- dorobek naukowy, kulturalny i zawodowy polskich Tatarów;
- artykuły naukowe opracowane przez badaczy z ośrodków uniwersyteckich m.in. Uniwersytet Jagielloński, Uniwersytet Warmińsko-Mazurski, Uniwersytet im. Mikołaja Kopernika w Toruniu, Uniwersytet w Białymstoku;
- recenzje nowych publikacji poświęconych mniejszości tatarskiej.